# Dick Laan

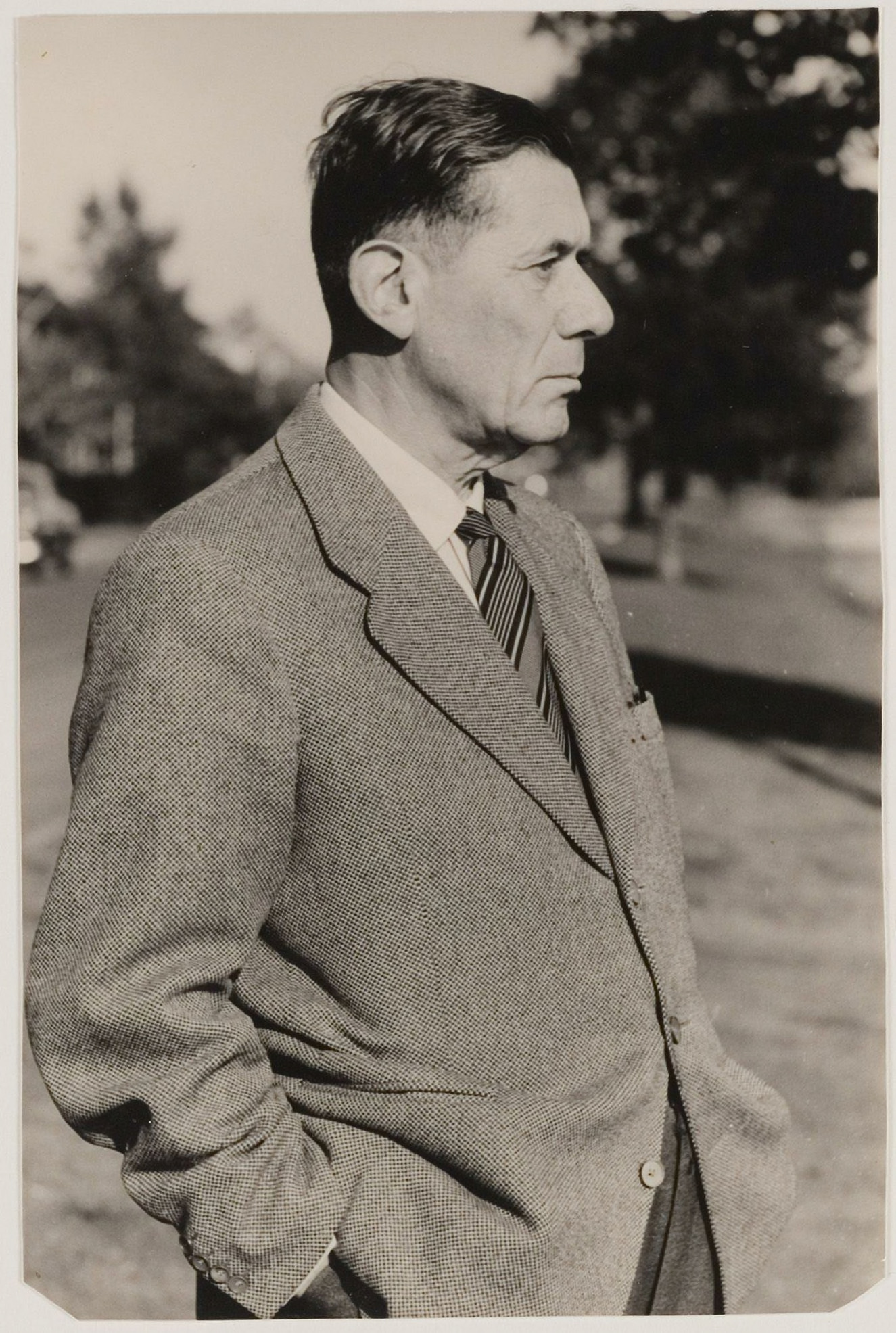
Foto von Rick Laan (1940)

Dick Laan (* 18. Dezember 1894 in Wormerveer; † 6. Oktober 1973 in Heemstede)  war ein niederländischer Kinderbuchautor und Filmpionier, der vor allem durch seine Pünkelchen-Bücher bekannt geworden ist.

## Leben
Dick Laan, Sohn eines Lakritzfabrikanten, drehte 1917 seinen ersten Film. Insgesamt wurden es über 50 Spielfilme und Dokumentationen.
Bekannt geworden ist er aber als Autor der Pünkelchen-Bücher. 1939 erschien der erste Band Pünkelchens Abenteuer, 1972 wurde die letzte Geschichte veröffentlicht. Die Pünkelchen-Geschichten wurden in vielen Sprachen übersetzt. 1978 wurde eine Episode unter der Regie von Harrie Geelen verfilmt.

## Veröffentlichungen
- De Aventuren van Pinkeltje.
  - deutsch: Pünkelchens Abenteuer. Herold Verlag Brück, Stuttgart 1955, DNB 452666252. (1974, ISBN 3-7767-0080-7)
  - deutsch von Lise Gast: Pünkelchens Abenteuer. Allen kleinen und großen Kindern nacherzählt. dtv junior, München 1973, ISBN 3-423-07085-4.